# Palo Negro
Palo Negro é uma cidade venezuelana, capital do município de Libertador do estado de Aragua.